# Stachys lavandulifolia
Stachys lavandulifolia là một loài thực vật có hoa trong họ Hoa môi. Loài này được Vahl miêu tả khoa học đầu tiên năm 1790.

## Hình ảnh

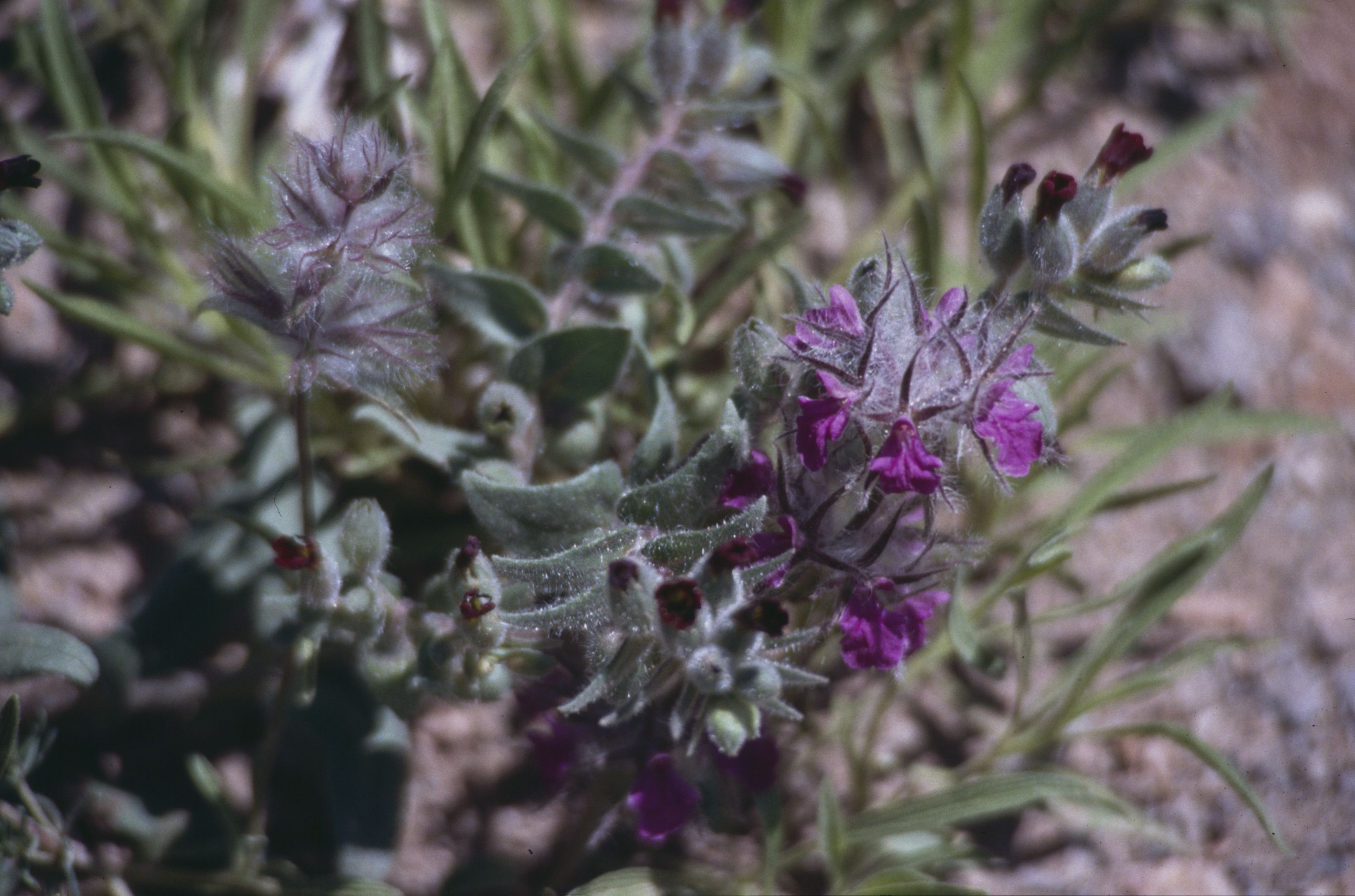